# Epirhyssa cruciata
Epirhyssa cruciata är en stekelart som beskrevs av Cameron 1907. Epirhyssa cruciata ingår i släktet Epirhyssa och familjen brokparasitsteklar. Utöver nominatformen finns också underarten E. c. sumatrana.